# Chuderov
Chuderov (německy Groß Kaudern) je obec v okrese Ústí nad Labem v Ústeckém kraji. Žije v něm přibližně 1 200 obyvatel.

## Historie
První písemná zmínka o obci pochází z roku 1348.

## Obyvatelstvo
Při sčítání lidu v roce 1921 zde žilo 331 obyvatel (z toho 169 mužů), z nichž bylo šestnáct Čechoslováků a 315 Němců. Kromě třinácti evangelíků a dvou lidí bez vyznání se hlásili k římskokatolické církvi. Podle sčítání lidu z roku 1930 měla vesnice 367 obyvatel: šestnáct Čechoslováků, 343 Němců, jednoho příslušníka jiné národnosti a sedm cizinců. Z nich bylo 329 katolíků, osmnáct evangelíků, tři členové nezjišťovaných církví a sedmnáct lidí bez vyznání.
|                                                                                       | 1869 | 1880 | 1890 | 1900 | 1910 | 1921 | 1930 | 1950 | 1961 | 1970 | 1980 | 1991 | 2001 | 2011 |
| ------------------------------------------------------------------------------------- | ---- | ---- | ---- | ---- | ---- | ---- | ---- | ---- | ---- | ---- | ---- | ---- | ---- | ---- |
| Obyvatelé                                                                             | 183  | 208  | 210  | 254  | 411  | 331  | 367  | 218  | 263  | 253  | 349  | 334  | 399  | 569  |
| Domy                                                                                  | 41   | 40   | 44   | 46   | 62   | 62   | 71   | 67   | 147  | 59   | 60   | 67   | 82   | 141  |
| Data z roku 1961 zahrnují i domy z místních částí Chuderovec, Žežice a ze ZSJ Kočkov. |      |      |      |      |      |      |      |      |      |      |      |      |      |      |

## Pamětihodnosti
- Kaple Nejsvětější Trojice v Neznabozích. Kaple byla postavena roku 1821, kompletně opravena v roce 2019. Věžička má nový zvon.

## Části obce
- Chuderov
- Chuderovec, vč. osady Neznabohy, která nemá status ani části obce ani ZSJ
- Libov
- Lipová
- Radešín
- Žežice, součástí je také osada Sovolusky (ZSJ)